# Verdrag betreffende de vervaardiging en de bereiding van, alsmede de handel in verdovende middelen
Het Verdrag betreffende de vervaardiging en de bereiding van alsmede den handel in verdovende middelen, ook wel het Tweede Internationaal Opiumverdrag of Internationaal Opiumverdrag van 1925 is een op 19 februari 1925 onder de auspiciën van de Volkenbond gesloten verdrag dat als doel had het misbruik van verdovende middelen, waaronder opiumderivaten en hasjiesj, tegen te gaan. Het verdrag verving grote delen van het Eerste Internationaal Opiumverdrag van 1912 en vulde dit verdrag verder aan.

## Geschiedenis
Op basis van artikel 23 van het Handvest van de Volkenbond werd de bevoegdheid om toezicht te houden op de handel in opium en andere gevaarlijke verdovende middelen aan de Volkenbond toevertrouwd. Naar aanleiding daarvan werd in 1921 een Raadgevende Opiumcommissie opgesteld, die de Volkenbond raad moest geven over het te voeren opiumbeleid. Binnen de Volkenbond werd al snel een behoefte gevoeld om het eerste Internationale Opiumverdrag aan te vullen en te versterken. Na een voorstel van de Opiumcommissie, besloot de Volkenbondsvergadering om twee conferenties met dit doel in 1924 te houden. De eerste conferentie daarvan werd op 3 november 1924 in Genève gehouden. Het doel van die conferentie werd beperkt tot "de bestrijding van het gebruik van bereid opium" en werd daarom beperkt tot de staten die gebieden of koloniën hadden in het Verre Oosten waar dit gebruik nog bestond. Alleen Brits-Indië, China, Frankrijk, het Verenigd Koninkrijk, Japan, Nederland, Portugal en Siam waren daarom uitgenodigd. Deze conferentie leidde uiteindelijk tot het sluiten van de Overeenkomst nopens de vervaardiging van, de binnenlandse handel in en het gebruik van bereid opium met aangehecht protocol. De tweede conferentie – gehouden van 17 november 1924 tot 19 februari 1925 – had als doel het eerdere Internationaal Opiumverdrag uit 1912 aan te vullen en nader uit te werken. Deze conferentie zou leiden tot het Tweede Internationaal Opiumverdrag.

## Het verdrag

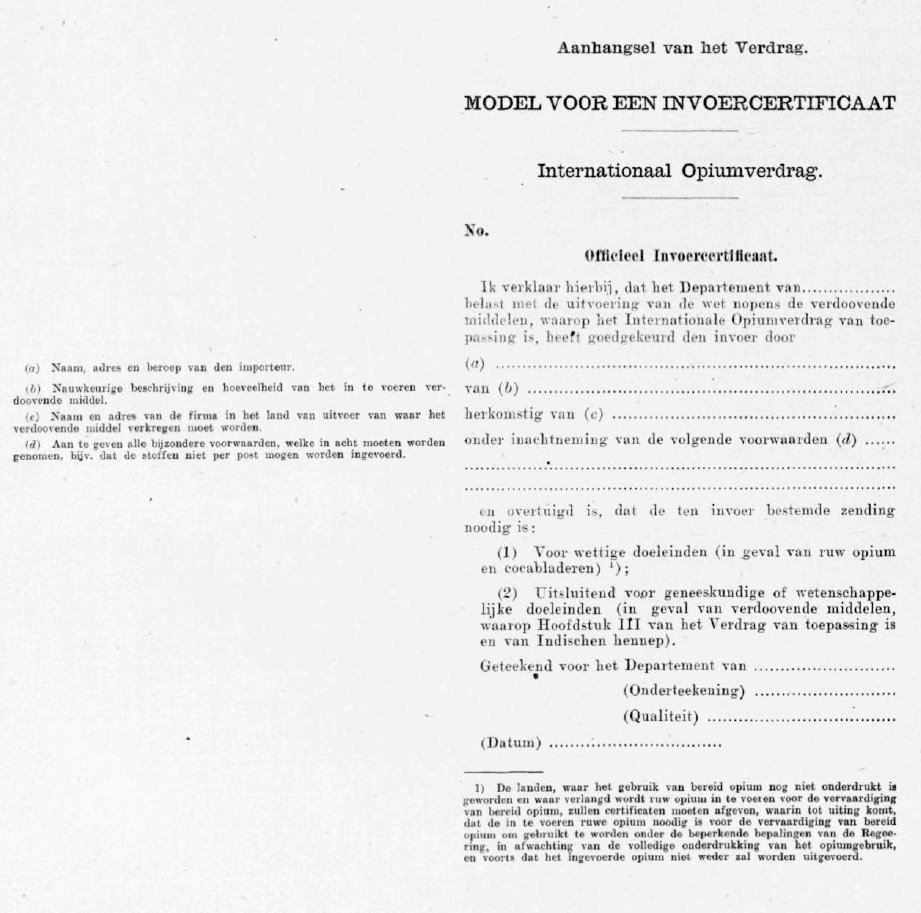
Nederlandstalig model voor een invoercertificaat van het Tweede Opiumverdrag.

Het verdrag werd gezien als een aanvulling en nadere uitwerking van het Internationaal Opiumverdrag van 1912. Het verdrag verving hoofdstuk I, III en V van het verdrag van 1912, die derhalve voor de partijen bij beide verdragen kwam te vervallen. Het verdrag vulde het aantal verdovende middelen dat onder het verdrag viel aan. Naast opium, morfine en cocaïne en hun derivaten, vielen nu ook cocablad, ruwe cocaïne en ecgonine, hennep en hasjiesj onder de werking van het verdrag. Met betrekking tot hennep dienden de verdragspartijen de uitvoer, naar landen die het gebruik daarvan verboden, te verbieden. Daarnaast dienden importerende landen een certificaat af te geven waarin zij aangaven dat de hennep uitsluitend voor wetenschappelijke of medische doeleinden gebruikt zou worden (artikel 11). Deze bepaling was een uitvloeisel van een eerder voorstel van Egypte, China en de Verenigde Staten, die hennep aan veel strengere eisen wilden onderwerpen. Met name de Indische regering verzette zich hiertegen door erop te wijzen dat hennep veelvuldig in een sociale en religieuze context gebruikt werd. Bovendien achtten zij het verbieden van een in het wilde groeiende plant lastig haalbaar.
Het verdrag voorzag bovendien in een procedure om bepaalde verdovende middelen te onttrekken aan de werking van het verdrag (artikel 8) en een procedure om het verdrag van toepassing te verklaren op nog niet in het verdrag opgenomen verdovende middelen (artikel 10). Hiervoor diende het 'Gezondheidscomité van de Volkenbond' het 'Permanente Comité van het Internationale Bureau van openbare gezondheid' om advies te vragen. Naar aanleiding van dit advies kon het Gezondheidscomité vervolgens een aanbeveling tot verwijdering/opname doen aan de 'Raad van de Volkenbond'. Als de aanbeveling strekte tot toevoeging van een nieuw middel, dan zond de Raad deze aanbeveling door aan de verdragspartijen. Staten konden vervolgens zelf beslissen of ze de aanbevelingen accepteerden of niet. De toevoeging gold alleen voor staten die de aanbevelingen hadden geaccepteerd.
Ten opzichte van het verdrag van 1912 werd het toezicht op de 'bereiding, invoer, uitvoer, doorvoer, het bezit en de overdracht' van verdovende middelen uitgebreid. De internationale handel tussen staten kon alleen nog maar middels in- en uitvoercertificaten worden uitgevoerd (artikel 12 en 13). Een andere noviteit was de instelling van een Permanent Centraal Comité. De partijen bij het verdrag verplichtten zich om het Comité te voorzien van inlichtingen over 'voorraden, jaarlijkse productie, bereiding, verwerking en gebruik' van verdovende middelen (artikel 21 e.v.). Het Comité had als doel het toezicht te houden op de internationale handel in verdovende middelen om zo ongeoorloofde handel tegen te gaan. Het kon daarvoor uitleg vragen aan landen die dusdanige 'buitensporige hoeveelheden' verdovende middelen hadden, dat er een gevaar ontstond op illegale smokkelhandel. Indien het Comité geen, of geen bevredigend, uitleg kreeg kon het een aanbeveling doen aan andere verdragspartijen om geen verdovende middelen meer uit te voeren naar de betreffende staat (artikel 24).
De verdragspartijen verbonden zich om overtredingen van de bepalingen van het verdrag strafbaar te stellen in hun nationale recht en te voorzien van passende straffen en maatregelen (artikel 28). Daarnaast verbonden staten zich om hun nationale recht zoveel mogelijk aan te passen om handelingen strafbaar te stellen die beoogden 'bijstand of medewerking te verlenen' tot het plegen strafbare feiten buiten hun rechtsmacht (artikel 29). Tot slot bevatte artikel 32 nog de verplichting voor de verdragspartijen om hun onderlinge geschillen voor te leggen aan het Permanente Hof van Internationale Justitie, tenzij zij een andere manier van geschilbeslechting overeenkwamen.

### Het protocol en slotakte
Aan het verdrag was tevens een protocol gehecht. Op basis van sub I van dit protocol kwamen de partijen overeen om binnen vijf jaren de smokkelhandel in opium zo ver tegen te gaan dat zij geen belemmering meer zou vormen voor het onderdrukken van het gebruik van opium. In de slotakte werden de verdragspartijen aangespoord om het verdrag van toepassing te verklaren op hun koloniën, protectoraten, mandaten en andere overzeese gebieden (sub I). Daarnaast werden verdragspartijen aangespoord om het vervoer van verdovende middelen door schepen onder hun eigen vlag alleen plaats te laten vinden overeenkomstig de regels van het verdrag (sub II).

## In Nederland
Voor Nederland betekenden de vele uitgebreide regels ten opzichte van het Eerste Internationaal Opiumverdrag dat de Opiumwet van 1919 grondig herzien diende te worden. Dit leidde tot de invoering van een geheel nieuwe Opiumwet van 1928.